# Stanbridge Station
Pour les articles homonymes, voir Stanbridge.
Stanbridge Station est une municipalité canadienne du Québec, située dans la municipalité régionale de comté de Brome-Missisquoi et dans la région administrative de l'Estrie.

## Géographie
Son territoire est principalement en longueur et très peu large. Le ruisseau Corriveau coule en son centre, à 3 km à l'ouest de Bedford.

## Histoire
Territoire tout en longueur et aux dimensions restreintes dans le sens de la largeur, la municipalité de Stanbridge Station est parcourue par le ruisseau Corriveau qui coule en son centre, à 3 km à l'ouest de Bedford. Cette localité est née de l'avènement du chemin de fer dans le canton de Stanbridge, principal facteur de développement économique. La ligne Montreal and Vermont Junction arrivait en ces lieux en 1864. Dix-neuvième canton érigé au Bas-Canada, Stanbridge forme l'extrémité sud-ouest de l'Estrie et faisait l'objet d'une répartition en lots en 1801. Implantée dans la partie ouest du canton, Stanbridge Station recevait ses premiers colons au milieu du XIXe siècle, alors que les premiers habitants du canton arrivaient du Massachusetts dès 1796. Détachée de la municipalité du canton de Stanbridge en 1889, Stanbridge Station partage la même origine dénominative. Le constituant Station, qui figure également dans l'appellation du bureau de poste établi en 1866, souligne l'importance passée de la gare du chemin de fer qui desservait cet endroit. Cette ligne sera par ailleurs fermée en 1955. Les gens de l'endroit ont largement développé l'agriculture, ainsi que l'exploitation des fermes laitières et des cultures maraîchères comme fruitières. La population contemporaine de Stanbridge Station s'est enrichie culturellement grâce à la venue de gens d'Espagne, de France, de Suisse, de Belgique.

## Démographie
| 1991 | 1996 | 2001 | 2006 | 2011 | 2016 | 2021 |
| ---- | ---- | ---- | ---- | ---- | ---- | ---- |
| 364  | 363  | 358  | 309  | 276  | 274  | 291  |

## Administration
Les élections municipales se font en bloc pour le maire et les six conseillers.
| Stanbridge Station Maires depuis 2001                                                                                |                |         |          |
| Élection | Maire          | Qualité | Résultat |
| 2001 | Lucien Messier |         | Voir     |
| 2005 | Lucien Messier | Voir    |          |
| 2009 | Gilles Rioux   |         | Voir     |
| 2013 | Gilles Rioux   | Voir    |          |
| 2017 | Gilles Rioux   | Voir    |          |
| 2021 | Gilles Rioux   | Voir    |          |
| Élection partielle en italique Depuis 2005, les élections sont simultanées dans toutes les municipalités québécoises |                |         |          |